# Satgaon
Satgaon ou Saptagram est une localité du Bengale-Occidental, en Inde. Ancienne ville dont le port fluvial sur le Hooghly  était un centre commercial important, et capitale d'un royaume du  Bengale à l'époque antique et médiévale, la localité a décliné au point de ne plus compter, au XXe siècle, que quelques habitations sans importance. Des vestiges historiques de son riche passé se trouvent à environ 4 km au nord de Bandel dans le district de Hooghly dans l'État indien du Bengale-Occidental. Le port a dû être abandonné à cause de l'envasement et de l'assèchement du bras de ce fleuve.

## Histoire
Le mot « Saptagram » signifie « sept villages ». Ceux-ci sont identifiés comme Bansberia, Kristapur, Basudebpur, Nityanandapur, Sibpur, Sambachora et Baladghati,.
Selon Binoy Ghosh, Tamralipta (en), l'ancien port, commence à décliner à partir du VIIIe siècle, en raison de l'envasement de ce bras du Gange, et Saptagram a peut-être ainsi gagné en importance comme port à partir du IXe – Xe siècle.
Le port de Saptagram, ainsi que son centre d'affaires, deviennent importants à l'époque pré-musulmane, sous le règne des Pala et des Sena. À l'époque musulmane, Saptagram est un centre administratif important et, la période du XIVe au XVIe siècle est considérée comme son âge d'or. En 1565 le Maharaja Rudranarayan (en) de Bhurshut la prend aux Pachtounes. En 1592, Saptogram est capturé et pillé par les Pachtounes. 
Lorsque les premiers européens arrivent — les Portugais — c'est à Satgaon qu'ils font du commerce avec les marchands locaux : le commerce des épices. Au XVIIe siècle, les nations européennes ouvrent leurs propres comptoirs commerciaux le long du fleuve : Hooghly-Bandel (portugais), Chinsurah (hollandais), Serampore (danois), Chandernagore (français). À partir du XVIIIe siècle, Kolkata, le comptoir commercial anglais commence à imposer sa suprématie pour devenir au XIXe siècle la capitale du Raj britannique.